# Eva Van der Gucht
Eva Van der Gucht (Mortsel, 1 september 1977) is een Belgische actrice.

## Biografie
Ze volgde opleiding in Berchem (Onze-Lieve-Vrouwinstituut Pulhof, 1989-1990) en Antwerpen (De!Kunsthumaniora, 1990-1996). Daarop volgde een opleiding aan Academie voor Kleinkunst te Amsterdam, alwaar ze in 2000 afstudeerde.. Ze zat er in de klas met Jeroen van Koningsbrugge en Carice van Houten, Ze is dochter van een handelaar in plafonds en een huisvrouw en kreeg al ten tijde van de lagere school muziekonderwijs (piano en solfège). Ze speelde toen ook al met neven en nichten toneel tussen de schuifdeuren. Via een logopedist heeft ze gewerkt om haar zware Vlaamse accent om te zetten in een meer gangbaar Nederlands accent, maar het Vlaams ging nooit helemaal verloren. Ze kreeg in het begin van haar opleiding en loopbaan te maken met vrouwonvriendelijke opmerkingen en opmerkingen over haar postuur.
Ze speelde de hoofdrol in de Belgische film Iedereen beroemd! die in 2001 genomineerd werd voor een Academy Award voor beste buitenlandse film. Ze speelde ook in de Nederlandse films AmnesiA en Snowfever en deed in Kopspijkers de imitatie van Hanna Tokkie. Ze speelde ook een gastrol als Bernadette in seizoen 4 van de Belgische reeks Witse.
In 2005 speelde Eva Van der Gucht de dochter van Paul de Leeuw in SMSmee's Poessie en in 2006 maakte ze deel uit van het team van het BNN-programma Kannibalen. Sinds 2005 werkte ze mee aan het improvisatieprogramma De vloer op.
In 2007 deed ze mee aan serie 7 van het AVRO-programma Wie is de Mol? en ze eindigde samen met Renate Verbaan in de finale als verliezend finalist. Vanaf november 2008 speelde ze in het theaterstuk De Koopman van Venetië van de Theatercompagnie. Vanaf 14 oktober 2008 vertolkte ze de rol van Nienke in de dramaserie S1NGLE.
Begin 2010 was Eva Van der Gucht te zien in Ancienne Belgique, een fictieserie op Eén die zich situeert in de jaren 70 over de teloorgang van het gelijknamige revuetheater.
Ze speelde in 2011 de rol van Desdemona in Othello, in de versie van theatergezelschap De Spelerij, waar ze ook deel van uitmaakt.
In de Belgische VTM-reeks Connie & Clyde nam ze de hoofdrol Connie voor haar rekening. Ze had ook een rol in de Nederlandse kinderfilm Bobby en de geestenjagers. Ze speelde ook een gastrol in de VIER-serie Vermist, en in de Nederlandse serie Dokter Tinus.
Ze speelde de rol van Karin, de moeder van Kiki in de Nederlandse familiefilm T.I.M. (The Incredible Machine). In 2016 speelde ze een van de hoofdrollen in de Eén-reeks Den elfde van den elfde.
In 2017 kroop ze voor Ketnet in de rol van dokter Bea, die seksuele voorlichting geeft.
Van der Gucht speelde regelmatig de rol van Babette, truckchauffeur in Het Klokhuis, samen met bijrijdster Shirley, gespeeld door Anne-Marie Jung.
Sinds 2019 is Van der Gucht te zien als Carola Metsers in de serie Oogappels van BNNVARA. In seizoen 2021-2022 speelde ze hoofdrol in de Vlaamse serie Mijn slechtste beste vriendin. In 2024 speelt ze minstens tussen februari en juni (gegevens januari 2024) de hoofdrol in Herman naar Marc de Bree, ze moet er vijf rollen spelen (moeder, echtgenote, liefje, dochter en therapeut); tegenspeler is dan Stefan de Walle. Zelf geeft ze dan les aan de De Nederlandse Acteursschool in Apeldoorn.

## Privé
Van der Gucht is in 2013 getrouwd met theaterregisseur Domenico Mertens en woont sinds 2014 in Bos en Lommer. Eerder woonde ze aan het Marie Heinekenplein en in de Watergraafsmeer. Van der Gucht is al haar leven lang fan van Rob de Nijs, wiens nummer Hou me vast (want ik val) ze als zevenjarige zong in de Mini Playbackshow van Henny Huisman.